# داورزن
داورزن (بالفارسية: داورزن) هي مدينة تقع في إيران في خراسان رضوي. يقدر عدد سكانها بـ 2,387 نسمة .